# 行銷道德
行銷道德（Marketing ethics）是指在法令條例或社會規範的約束下，行銷活動所應遵守的準則。
政府法令以及社會上大多數人的價值觀念與道德標準會形成「行銷道德底線」，也就是最基本的行銷道德準則。廠商的行銷作為不應該低於這條底線，否則將是明顯的道德犯錯。不過行銷道德底線會隨著法令及社會環境變化等因素而有所改變。
有很多行銷情況是否違背道德，在法律上很容易判斷，或是社會大眾也有非常一致的看法。例如：在藥物中摻雜劇毒金屬、故意販賣過期商品、乘人之危哄抬價格、堵塞安全門、產銷假酒等等，都是在社會被認為是不道德的行為。不過，在很多時候，往往行銷道德的界線並非十分明確的，不但社會群體中有不同看法，甚至在法律上也缺乏明確的依據。

## 行銷道德判斷歧異

### 區域文化或法律上的差異
一個國家或區域的獨有法律、宗教、文化、價值觀等因素，會造成對於某些事物的看法有異於其他國家或區域。賣酒在很多回教國家是嚴格禁止的，在有些國家則只是禁賣給未成年人。在中國大陸的廣告，只有要疑似「分裂祖國」的涵意，很容易引起眾怒，但是其他國家或地區的民眾，可能不認為會構成道德上的問題，反而覺得這類這類攻擊是小題大作而已。

### 不同群體的道德標準差異
就算在同一個國家或區域，特定團體可能會發展本身的次文化與價值觀念，因而對於某些行銷活動的道德判斷與其他團體不同。有些婦女團體表示反對以性為訴求或物化女性的廣告，或環保人士批評某些廣告出現汽車穿過小溪的畫面是不尊重自然與環保的，但是許多民眾卻不曾想過這些廣告涉及道德問題。

### 道德標準因事件的情境或性質而異
不論有意或無意，不少民眾的道德判斷標準會因事件的情境或性質而有所差異。事件的情境或性質包涵發生的原因、發生地點、業者的身份或規模等。例如，許多人對高級餐廳的要求比路邊攤還高許多，前者只要稍微髒亂或菜色不新鮮，可能會被抱怨「收取這麼高的價錢，還出現這種品質的服務」，但是對於路邊攤常出現「既然這麼便宜，這種品質也沒什麼好計較的」的寬鬆的標準。

### 後果的責任歸屬不清
事件的後果由誰造成並不容易認定。產品使用一段時間後發現有瑕疵，到底是因為消費者的使用方式不當？或是因為製造商的品質管理出現問題？還是銷售員的錯誤解釋與不當的示範導致消費者使用時發生問題？在種種因素之下，道德的責任難以劃分在某一方。

### 法令或執法混洧社會道德標準
法令不夠完備或執法不夠徹底往往導致「積非成是」，使得社會上的價值觀念與道德標準混亂不清。消防安全不合格的旅館、違章建築的娛樂場所、有礙交通與景觀的路邊攤等，照常營業，一樣得到消費者的支持，也同樣能獲利。非法業者取得先進入市場的優勢，然後巧妙地讓自己就地合法，而安份守法的業者只能錯失良機。
佔用騎樓做生意侵佔行人的權利，法令或執法者管不著或是放任不管，許多行人也早已把佔用騎樓當成理所當然。這些涉及法令缺陷或執法不力的現象，淡化了許多的行銷道德觀念。

### 法律與道德的差異
法律是最低標準的道德，法律所禁止的事項往往也是道德所不允許的，但是「不道德」卻未必違法。灌輸「借錢是一種美德」觀念的廣告被有些人認為很不道德，但卻沒有違法。因此，某件行銷活動是否有道德的問題，要視個人採取純法律上的觀念或法律之外的觀點。

## 關於行銷的批評
由於廠商的行銷行為最根本核心價值為「獲利」，有時為了獲利而不擇手段，所以社會上各行各業也產生對於其行銷行為，是否符合道德標準，而產生了不少批評。

### 產品
與產品相關的批評可分為下列幾項：

#### 包裝過度
廠商經常以包裝作為塑造產品形象以及吸引消費者購買的工具。但許多人認為廠商經常淪為過度包裝，不但增加製造成本，將成本轉嫁給消費者，而且還造成自然資源的過度浪費，留給環境帶來大量的垃圾。例如，某知名中秋月餅禮盒共有17層包裝，禮品的包裝，禮品的包裝材料比重為90%，包裝材料重量為裡面月餅的九倍重，因此引起了「是在買月餅還是在買包裝」的質疑。

#### 份量不足
當實際的份量低於標示或承諾的份量，有關廠商會被認為有欺騙的嫌疑。例如，食品中某種營養成份的含量少於標示的含量、建築廠建屋時材料偷斤減兩、旅行社隨意縮短或取消原定的旅遊行程，以上所舉例子皆是屬於份量不足的案例。

#### 標示不符或不清
許多產品依規定應該據實且清楚的標示製造商或進口廠商名稱、產品的用途、製造日期、到期日、成分、含量等。標不清楚或與實際內容不符，消費者權益極可能受損，甚至在不知情之下使用產品而導致財產與健康上的問題。

#### 更換產品的速度太快
廠商為了滿足消費者求新求變的需求，經常快速頻繁的推銷新的產品，結果造成消費者不斷丟棄原有或還能使用的產品，造成金錢與自然資源的浪費。服飾、家電、電腦、手機等產品都曾被批評更換太快的現象。

#### 服務欠佳
服務業業者的態度欠佳或者事故發生時處理不當，經常導致消費者與業者之間的糾紛。例如，以往曾發生多起航空公司沒有妥善處理飛機的嚴重誤點，而引起顧客拒絕下機或要求賠償的事件；部份公車與計程車司機的服務態度，也不時的成為新聞話題。

### 價格
與價格相關的批評可分為下列兩項：

#### 價格偏高
廠商常被批評過度注重包裝、廣告、促銷等，並將這些行銷活動的成本轉由消費者來負擔。此外，某些中間商也曾被批評買太低賣太高，兩邊剝削，例如哄抬農產品的價格等。另外，一些在旅遊地區的商店向外來遊客漫天開價、葬儀社利用親人的痛苦無心討價還價而任意收費、水災臨頭時廠商乘人之危大幅調漲抽水機價格等，經常引人詬病。

#### 以低價為誘餌
一些商店以低價為餌吸引消費者上門，然後設法促使消費者付出較高的價格購買。例如，近幾年曾經發生好幾次消費者與瘦身美容業者的糾紛，原因在於業者以低價說服消費者參加瘦身美容的課程，然後在服務期間利用各種籍品，徐恿顧客購買買價格昂貴的美容碞或服務項目，使得整套服務的花費比消費者原先的預期高出數倍。

### 配銷通路與推廣
與配銷通路與推廣相關的批評可分為下列數項：

#### 營業場所衛生
當消費者出入零售店或服務場所時，其衛生與安全措施方面經常受到社會大眾的關注。部分補習班、餐廳、KTV、電影院、旅館等場所的消防與逃生設備不合格，經常被媒體、政府相關單位及消費者批評。另外一些路邊攤所產生的環境髒亂也令為之嘆息。

#### 廣告不實
廣告誇大不實的方式如下，故意隱暪重要資訊或顛倒黑白、偽稱專家推薦或檢驗合格、賣弄似是而非的專業名詞、廣告說「保證七天見效」可是見面時卻改口稱七天見效是針對「一般的情況」（不過廠商所說的一套說詞）。這些不實廣告蒙蔽消費者，誘使他們做出錯誤的購買決策，因此，飽受消費者批評。

#### 對社會文化產生負面影響
某些廠商的行銷行為，如果本身內容或方式不當，對社會的風氣、價值觀念、消費行為等產生不良後果。例如，在廣告中使用粗俗的字眼、過度強調物質至上的價值觀念、灌輸一般人錯誤的健康觀念、隱含暴力傾向、出現強烈性暗示（如有些藥物的電視廣告、VCD租售店的海報、建設公司的清涼秀等出現裸體畫面）。

#### 妨礙交通與景觀
有些商店或路邊攤的招牌、廣告物等妨礙駕駛人的視線、令行人寸步難行。另外，許多搬家公司、水電行、鎖店、地下錢莊等在住家或大樓的外牆、柱子、樓梯間、電梯內外張貼不易撕掉的、五顏六色的小型廣告，對景觀造成嚴重的破壞。這些作為被許多人士認為是有欠行銷道德的。

#### 高壓式的推銷手法
業務員的積極表現，對於有些消費者會造成壓力與苦惱。為了應付人情或避免一再受到打擾，有些消費者終於購買原本不想要的產品。另外，推銷產品的郵件或電話不斷，也使有些消費者感到隱私權受到侵犯。

#### 傷害某些媒體
廣告內容若傷害到某些團體的自尊，或觸犯某些群體的禁忌，很容易引起爭議。例如，2002年英國生產約翰走路的酒商Diaego在倫敦地鐵站的廣告，影射台灣的產品與服務品質低劣，引起台灣上下嚴重抗議；在網路上紅極一時的「訐譙龍」，在某首歌的歌詞中出現「原來小孩的媽媽是個老師，愛打學生的臉，生下來的小孩沒屁眼」，因而引起無肛患者家屬的抗議，聲稱歌詞「造成心靈上永遠無法修補的痛」。

## 關於行銷道德的維護
防止及減少行銷道德上的缺陷，或是妥當處理行銷道德所引起的爭議，無形中等於是維護了社會環境與自然環境的品質。然而行銷道德的維護如果只從行銷人員單方面著手，恐怕不切實際。政府、消費者保護團體、消費者本身也應該參與行銷道德的維護。

### 政府立法與執法機關
政府單位有權制定與執行法律，並且有龐大的資源全面推行理念與政策。因此，對於行銷道德的維護，中央及地方政府扮演了關鍵的角色，政府單位應該可以做到下列幾點：

#### 制定完備的法令
完備的法令能夠避免廠商在侵犯到消費者權益時，消費者及執法單位卻面對「於法無據」或「無法可管」的無奈。1994年1月11日台灣行政院公布實施「消費者保護法」之後，消費者可以在收到郵購商品七天之內，不具任何理由也不需負擔任何費用，退回商品或解除買賣契約。

#### 公正確實執法
政府有關單位如果缺乏素質良好的執法人員或公正認真執法的精神，再好的法令也會形同虛設。當街道兩旁許多餐廳、網咖、保齡球管、旅館等都是違章建築或安全檢查不合格時，「他可以，我為什麼不可以？」以及「不合法也沒事，而且賺更多錢」的心理反應會在其他業者當中不斷地擴散，造成許多業者遊走在法律邊緣。
執法不力也會造成消費者對公權力的冷漠。當「有關單位不來取締，檢舉也沒用」的想法，如果在社會上成為默認的事實，消費者習慣於接受這種現象，這也間接鼓勵廠商漠視法令的行事作風。

#### 實施消費者保護政策
政府單位可以利用龐大的社會資源，辦理消費者諮詢服務，提倡消費者維護自身權益的觀念，將相關概念編入中小學教科書等，以便落實消費者保護政策。例如，根據消費者保護法在各縣市成立的消費者服務中心，目的在於接受消費者申訴、提供諮詢服務、辦理教育宣傳活動，在實施消保政策上是相當重要的政府機關。

### 消費者團體
政府雖然擁有公權力，但基於預算、組織編製、人員素質、觀念、效率等問題，保護消費者的成效仍有不足之處。然而，有些政府做不到的或做不好的，消費者團體反而能夠匯集專家與民間的力量做到或做好。在台灣，消費者文教基金會是公認最專業、活躍、重要的消費者團體，在維護行銷道德的工作上，它的角色如下：

#### 教育消費者
透過消費者報導雜誌、記者會、特別活動等，消基會教育消費者正確購買、消費、申訴、保護權益的行為。例如，如何選購節慶禮物、怎樣挑選及裝飾聖誕樹、買房屋應該注意哪些契約項目等。

#### 與業者協商
消基會在教育消費者的同時，其實也在和業者進行溝通。例如，在消費者報導雜誌中有關消費糾紛的部份，除了向消費者提出建議或警惕之外，消基會也會建議業者應該如何避免或處理糾紛。另外，消基會也不時舉辦廠商座談會，和廠商面談消費者權益事宜。

#### 成為消費者代言人
有時候，個別消費者的聲音太微弱、行動太渺小，但是整體的力量卻相當可觀。消基會的角色之一是整合眾多消費者的聲音與行動，成為消費者的代言人。消基會是許多消費者想到的第一個、甚至是唯一的投訴對象，而且經常替個別消費者和廠商交涉，安排雙方協議，例如多年前因飛機老舊問題而發起拒搭日亞航的活動，使得日亞航的載客率大幅度滑落，成功迫使日亞航同意在三年之內淘汰老舊飛機。

#### 協助與督促政府
消基會的功能之一是協助與督促政府建立商品標示法等法案的成立，消基會催生的力量，實在是不能抹煞。另外，消基會曾經建議政府有關單位訂定班機延遲的補償辦法，檢討藥物審查的方式、加強消費者服務中心的專業認知等，都是在協助與督促政府的案例。

### 個別消費者
下列一些消費者作為有助於維護行銷道德：

#### 加強公德心
消費者在服務場所內的行為往往影響場所的安全、衛生、品質等。例如，在禁煙的餐廳內抽煙、在公共場所吐出檳榔汁、在旅館房間內喧譁吵鬧、攜帶危險爆裂物搭乘飛機，除了困擾相關業者，還可能同時侵犯了其他的消費者。

#### 採取行動維護消費者權益
當本身的權益受到侵犯時，消費者應該向有關廠商反應、拒絕購買或向政府單位或消費者保護團體申訴。如果不採取任何行動，無形中等於鼓勵廠商繼續犯錯。例如，利用廠商服務專線反應問題，就是在維護自身的權益。

#### 提高消費常識與警戒心
消費者應該盡量提高購買與消費常識，並且對可能出現的買賣陷阱仔細檢查，尤其是在不熟悉的商店購物、有簽約行為的購買、商品特別便宜、購買金額龐大或收到恭喜中大獎的陌生人電話或手機簡訊。消費者的豐富常識與高度警惕能夠壓縮不良業者的生存空間。

### 企業界與行銷人員
企業界與行銷人員可以採用下列幾項來維護行銷道德：

#### 重視與接受消費者意見
在經濟與社會高度發展下，企業、產品、買賣活動、消費行為越來越多、越來越複雜，而消費者卻常常是弱者，因此，為了能夠透過團體的力量表達消費者的心聲，消費者團動的興起是必然的趨勢。企業界應該從消費者運動的言論中瞭解環境的趨勢，把各種商業糾紛，作為經營管理上的參考。

#### 貫徹顧客至上的觀念
企業不應抱著「趕快把東西賣出去，賺錢要緊」的心態，而是應該重視顧客的利益，透過顧客滿意來賺取利潤，讓公司能夠永續經營。有不少商業糾紛是由於企業把利潤擺第一，消費者擺第二的態度所引起。例如，當顧客來購物時熱情招呼，遇到顧客回來抱怨時卻百般敷衍，甚至惡言相向。

#### 實行社會行銷觀念
企業在滿足目標市場，賺取利潤的同時，應該顧及社會及自然環境的利益。在消極的一面，社會行銷的做法是避免行銷活動的推行與結果不利於整體環境，例如將檳榔攤設立在中小學附近、採用不具環保概念的包裝、將廣告物隨意張貼在公共場所等。在積極的一面，社會的做法是與社會共享來自廣大消費群的利潤，如捐助社會公益活動，關懷弱勢團體等。

## 註解
1. ↑  如廠商不應在食品中添加過多對人體有害的成分、百貨公司應該擁有符合標準的逃生設備、買賣契約中不應該暗留圈套[參⁠ 1]。
2. ↑  如食品中有過量的有害成分、百貨公司的逃生設備不堪使用、買賣契約中有坑人條款[參⁠ 1]。
3. ↑   註:

## 相關書目
- 《行銷管理》，第三版，華泰文化，林建煌，台北市，2005年
- 《行銷管理》，第三版，新陸書局，洪順慶，台北市，2005年
- 《行銷學原理》，華泰文化，黃俊英，台北市，2004年
- 《行銷學的世界》，第三版，天下文化，黃俊英，台北市，2005年
- 《行銷學：理論與實務》，前程企管，葉日武，台北市，2000年